# بطولة تونس لكرة السلة للرجال 1955–56
بطولة تونس لكرة السلة للرجال 1955–56 هو الموسم رقم 1 من بطولة تونس لكرة السلة للرجال.

فاز بهذا الموسم النادي الشرقي.

## روابط خارجية
- الموقع الرسمي للجامعة التونسية لكرة السلة.